# 特尔·梅尔反应
特尔·梅尔反应（德語：Ter-Meer-Reaktion），得名於德国化学家埃德蒙·特尔·梅尔，指脂肪α-卤代硝基烷在碱性介质中与亚硝酸钠（或亚硝酸钾）作用，得到偕二硝基烷类。

## 反应机理
霍索恩1956年根据动力学同位素效应认为决定此反应速率的慢步骤为α-卤代硝基烷在亚硝酸根离子催化下的电离作用，生成碳负离子（2）。接下来，碳负离子发生质子化，产生一个氮酸酯（nitronate）中间体（3）。而后者再经亲核取代反应，氯被硝基取代，得到最终产物。

## 拓展
同样的底物用氢氧化钾处理时，发生两分子偶联，得邻二硝基烷。